# Águas de Março
Águas de Março (с португальского — «Мартовские воды») — босса-нова, написанная Антониу Карлосом Жобином на собственные стихи в 1972 году. По итогам ежегодного опроса читателей и критиков, проведённого газетой «Folha de São Paulo» в 2001 году, была признана лучшей бразильской песней всех времён. 

## Краткая характеристика
На музыку песни Жобин написал два близких по смыслу текста — на португальском и на английском языках (под названием Waters of March). Обе языковые версии обыгрывают образ водного потока, символизирующего быстротекущую жизнь человека со всеми её мелкими и большими событиями. Однако смысл песни меняется в зависимости от того, в каком полушарии вырос слушатель. В оригинальной версии, написанной для бразильцев, март означает конец лета; в частности, в Рио-де-Жанейро именно в марте начинаются ливни, приводящие порой к затоплениям. Поток, несущий с собой разный мусор, символизирует неизбежное движение жизни к зиме, к смерти. С точки зрения жителей Северного полушария, для которых была создана англоязычная версия, март, наоборот — начало весны, и образ мартовских вод воспринимается как таяние снегов: потоки уносят прочь весь мусор, обещая пробуждение жизни и обновление. Помимо изменений, связанных с временами года, из английской версии Жобин изъял слова и словосочетания, опирающиеся на местные реалии, непонятные американцам, – они касаются быта (португ. festa da cumeeira, народная традиция, застолье по окончании кровельных работ в новом доме; garrafa de cana, бутылка каша́сы – крепкого алкогольного напитка из сахарного тростника), флоры (caingá, тропическое дерево Moldenhauera floribunda, родственное огненному дереву; candeia, народное обозначение дерева Plathymenia, произрастающего в тропической саванне; peroba do campo, бразильский кустарник-медонос Aspidosperma macrocarpon), фауны (matita pereira, вид птиц семейства кукушковых, четырёхкрылая кукушка), топонимики (Belo Horizonte; Белу-Оризонти, город на юго-востоке Бразилии) и др. 
Песня построена на простейшем мелодическом остинато. В основе мелодии лежит большая терция (в сольном исполнении Жобина — dis-h), которая многократно повторяется с незамысловатыми ритмическими и высотными (скачком или с поступенным заполнением) вариантами. В гармонизации мелодии важнейший элемент — нисходящий ход от тоники к доминанте с хроматизмом h-a-gis-g-fis/h, который поручается басу, либо проводится контрапунктом к мелодии в среднем регистре. Существует мнение, что описанный остинатный ход имеет риторическое значение, символизируя монотонно стекающие водные струи.
Впервые песня «Águas de Março» была выпущена на гибкой пластинке «O Tom de Antonio Carlos Jobim e o Tal de João Bosco», опубликованной в мае 1972 как приложение к бразильскому журналу «O Pasquim». Первая студийная запись — на LP «Elis» (1972) бразильской певицы Элис Режины. Годом позже Жобин также выпустил студийную запись песни на своём сольном альбоме «Jobim» (в Бразилии альбом выпущен под названием «Matita Perê»). Впоследствии песню неоднократно записывали бразильские и иностранные музыканты (например, Арт Гарфункель в 1975, Стейси Кент в 2010, Эльяна Элиас и «Take 6» в 2016), особенно популярно исполнение песни дуэтом Элис Режины и Жобина (1974).
Русский перевод текста под названием «Во́ды марта» был выполнен Ириной Богушевской и Алексеем Иващенко, неоднократно исполнявшими песню на концертах.